# Djibouti i olympiska spelen
Djibouti deltog första gången vid olympiska sommarspelen 1984 i Los Angeles och har sedan dess varit med vid varje olympiskt sommarspel förutom vid spelen 2004 i Aten. De har aldrig deltagit vid de olympiska vinterspelen. De har totalt vunnit en medalj.

## Medaljer
| Guld | Silver | Brons | Totalt antal medaljer |
| ---- | ------ | ----- | --------------------- |
| 0    | 0      | 1     | 1                     |

### Medaljer efter sommarspel
| Spel                | Idrottare        | Guld        | Silver      | Brons       | Totalt      | Placering   |
| Los Angeles 1984    | 3                | 0           | 0           | 0           | 0           | –           |
| Seoul 1988          | 6                | 0           | 0           | 1           | 1           | 46          |
| Barcelona 1992      | 8                | 0           | 0           | 0           | 0           | –           |
| Atlanta 1996        | 5                | 0           | 0           | 0           | 0           | –           |
| Sydney 2000         | 2                | 0           | 0           | 0           | 0           | –           |
| Aten 2004           | Deltog inte      | Deltog inte | Deltog inte | Deltog inte | Deltog inte | Deltog inte |
| Peking 2008         | 2                | 0           | 0           | 0           | 0           | –           |
| London 2012         | 5                | 0           | 0           | 0           | 0           | –           |
| Rio de Janeiro 2016 | 7                | 0           | 0           | 0           | 0           | –           |
| Tokyo 2020          | 4                | 0           | 0           | 0           | 0           | –           |
| Paris 2024          | Framtida tävling |             |             |             |             |             |
| Los Angeles 2028    | Framtida tävling |             |             |             |             |             |
| Brisbane 2032       | Framtida tävling |             |             |             |             |             |
| Totalt              | Totalt           | 0           | 0           | 1           | 1           | 147         |

### Medaljer efter sporter
| Sport            | Guld | Silver | Brons | Totalt |
| Friidrott        | 0    | 0      | 1     | 1      |
| Totalt (1 sport) | 0    | 0      | 1     | 1      |

## Lista över medaljörer
| Medalj | Namn        | Spel       | Sport     | Gren              |
| ------ | ----------- | ---------- | --------- | ----------------- |
| Brons  | Ahmed Salah | Seoul 1988 | Friidrott | Herrarnas maraton |

## Fanbärare
| Spel                | Idrottare                                                          | Sport                |
| ------------------- | ------------------------------------------------------------------ | -------------------- |
| Los Angeles 1984    | Djama Robleh                                                       | Friidrott            |
| Seoul 1988          | Ahmed Salah                                                        | Friidrott            |
| Atlanta 1996        | Ahmed Salah                                                        | Friidrott            |
| Sydney 2000         | Djama Robleh                                                       | Friidrott            |
| Aten 2004           | Djibouti deltog inte                                               | Djibouti deltog inte |
| Peking 2008         | Ahmed Salah                                                        | Friidrott            |
| London 2012         | Zourah Ali (opening) Yasmin Farah (closing)                        | Friidrott            |
| Rio de Janeiro 2016 | Abdi Waiss Mouhyadin (öppning) Mohamed Ismail Ibrahim (avslutning) | Friidrott            |
| Tokyo 2020          | Aden-Alexandre Houssein (öppning) Souhra Ali Mohamed (avslutning)  | Judo Friidrott       |